# A Chelsea FC 2016–2017-es szezonja
Ez a szócikk a Chelsea FC 2016–2017-es szezonjáról szól, amely a csapat 111. idénye fennállása óta, sorozatban 27. az angol első osztályban. A szezon 2016. július 1-én kezdődött.
Az FA-kupában 2017 januárjában játszanak majd először.
A Ligakupában a második körben, 2016 augusztusában kezdtek a harmadosztályú Bristol Rovers ellen hazai pályán (3–2), majd egy hónappal később a Leicester City ellen is továbbjutottak (hosszabbítás után 4–2). Október végén a West Ham United otthonába látogatnak a negyedik fordulóban a legjobb nyolc közé jutásért.
A csapat az előző, 2015–16-os szezonban a 10. helyen végzett a bajnokságban, így nem jutott be az európai nemzetközi kupák egyikébe sem.

## Játékosok

### Játékoskeret
2016. szeptember 1. szerint:
| #  |     | Poszt | Név                |
| -- | --- | ----- | ------------------ |
| 1  | BIH | K     | Asmir Begović      |
| 2  | SER | V     | Branislav Ivanović |
| 3  | ESP | V     | Marcos Alonso      |
| 4  | ESP | KP    | Cesc Fàbregas      |
| 5  | FRA | V     | Kurt Zouma         |
| 7  | FRA | KP    | N'Golo Kanté       |
| 8  | BRA | KP    | Oscar              |
| 10 | BEL | KP    | Eden Hazard        |
| 11 | ESP | KP    | Pedro              |
| 12 | NGA | KP    | John Obi Mikel     |
| 13 | BEL | K     | Thibaut Courtois   |
| 14 | ENG | KP    | Ruben Loftus-Cheek |
| 15 | NGA | KP    | Victor Moses       |

| #  |     | Poszt | Név                |
| -- | --- | ----- | ------------------ |
| 16 | NED | KP    | Marco van Ginkel   |
| 19 | ESP | CS    | Diego Costa        |
| 21 | SER | KP    | Nemanja Matić      |
| 22 | BRA | KP    | Willian            |
| 23 | BEL | CS    | Michy Batshuayi    |
| 24 | ENG | V     | Gary Cahill        |
| 26 | ENG | V     | John Terry         |
| 28 | ESP | V     | César Azpilicueta  |
| 29 | ENG | KP    | Nathaniel Chalobah |
| 30 | BRA | V     | David Luiz         |
| 34 | ENG | V     | Ola Aina           |
| 37 | POR | K     | Eduardo            |

### Kölcsönben
| # |     | Poszt | Név                                                 |
| - | --- | ----- | --------------------------------------------------- |
| – | ENG | K     | Nathan Baxter (A Metropolitan Police-nál)           |
| – | ENG | K     | Mitchell Beeney (A Crawley Townnál)                 |
| – | ENG | K     | Jamal Blackman (A Wycombe Wanderersnél)             |
| – | CRO | K     | Matej Delač (A Royal Excel Mouscronnál)             |
| – | NED | V     | Nathan Aké (A Bournemouth-nál)                      |
| – | GHA | V     | Baba Rahman (A Schalke 04-nél)                      |
| – | DEN | V     | Andreas Christensen (A Borussia Mönchengladbachnál) |
| – | SCO | V     | Alex Davey (A Crawley Townnál)                      |
| – | JAM | V     | Michael Hector (Az Eintracht Frankfurtnál)          |
| – | CZE | V     | Tomáš Kalas (A Fulhamnél)                           |
| – | BRA | V     | Wallace (A Laziónál)                                |
| – | CIV | KP    | Victorien Angban (A Granadánál)                     |
| – | ENG | KP    | Lewis Baker (A Vitesse-nél)                         |

| # |     | Poszt | Név                                     |
| - | --- | ----- | --------------------------------------- |
| – | FRA | KP    | Jérémie Boga (A Granadánál)             |
| – | ENG | KP    | Jordan Houghton (A Doncaster Roversnél) |
| – | BEL | KP    | Charly Musonda (A Real Betisnél)        |
| – | BRA | KP    | Nathan (A Vitesse-nél)                  |
| – | ENG | KP    | Kasey Palmer (A Huddersfield Townnál)   |
| – | SRB | KP    | Danilo Pantić (Az Excelsiornál)         |
| – | ENG | CS    | Tammy Abraham (A Bristol Citynél)       |
| – | ENG | CS    | Isaiah Brown (A Rotherham Unitednél)    |
| – | ENG | CS    | Alex Kiwomya (A Crewe Alexandránál)     |
| – | COL | CS    | Joao Rodríguez (A Santa Fénél)          |
| – | BFA | CS    | Bertrand Traoré (Az Ajaxnál)            |
| – | FRA | CS    | Loïc Rémy (A Crystal Palace-nál)        |
| – | ENG | CS    | Patrick Bamford (A Burnleynél)          |